# Sammy Ameobi
Samuel "Sammy" Ameobi (Newcastle upon Tyne, 1 mei 1992) is een Engels voetballer die doorgaans als aanvaller speelt. Hij verruilde Newcastle United in juli 2017 transfervrij voor Bolton Wanderers. Hij is de jongere broer van Shola Ameobi.

## Clubcarrière
Ameobi debuteerde voor Newcastle United op 15 mei 2011 op Stamford Bridge tegen Chelsea. Sammy is de broer van Shola Ameobi, die ook voor Newcastle speelde. De Newcastle-supporters zagen zich zo genoodzaakt hun gezangen over clubheld Shola Ameobi te wijzigen. "There's only one Ameobi" werd zo "There's only two Ameobis".

## Interlandcarrière
Ameobi kan zowel voor Nigeria als voor Engeland uitkomen. Zijn broer Shola speelde één duel voor Nigeria. Sammy Ameobi speelde tweemaal voor Nigeria -20 en tweemaal voor Engeland -21.
4 Morato ·
5 Murillo ·
6 Sangaré ·
7 Williams ·
8 Anderson ·
9 Awoniyi ·
10 Gibbs-White ·
11 Wood ·
12 Omobamidele ·
14 Hudson-Odoi ·
15 Toffolo ·
16 Domínguez ·
17 Moreira ·
18 Ward-Prowse ·
19 Moreno ·
21 Silva ·
21 Elanga ·
22 Yates  ·
24 Sosa ·
25 Dennis ·
26 Sels ·
28 Danilo ·
30 Boly ·
31 Milenković ·
32 O'Brien ·
33 Miguel ·
34 Aina ·
Coach: Nuno
· Assistent-coach: Reid